# Lauro De Bosis
Adolfo Lauro De Bosis (09 de dezembro de 1901 Roma, Itália — 03 de outubro de 1931 (29 anos) Mar Tirreno, Itália), foi um poeta, aviador e antifascista italiano. 

## Vida
Lauro de Bosis nasceu em 1901. Sua mãe era Lillian Vernon, natural da Nova Inglaterra, e seu pai, Adolfo, poeta menor e editor da revista Convito. A casa deles era uma espécie de salão intelectual. Seu pai traduziu Shelley, enquanto o próprio Lauro traduziu tragédias de Ésquilo e Sófocles, e Golden Bough de Frazer. Na universidade ele estudou química.

## Antifascismo
De Bosis ficou rapidamente desiludido com Mussolini após o assassinato em 1924 do político antifascista Giacomo Matteotti. Em 1928, ele ganhou uma medalha de prata nas competições de arte dos Jogos Olímpicos por seu drama em versos "Icaro", uma alegoria antifascista disfarçada de releitura do mito grego. Nesse mesmo ano ele conheceu a atriz Ruth Draper e iniciou um relacionamento que durou até sua morte.
De Bosis ia e voltava entre a Itália e os Estados Unidos, onde ensinou literatura italiana em Harvard. No verão de 1930, De Bosis renunciou à Sociedade Itália-América para fundar a "Alleanza Nazionale" e se concentrar na missão do grupo - a circulação clandestina de boletins antifascistas na Itália. Inspirado por outro antifascista que anteriormente havia sobrevoado Milão lançando panfletos denunciando Il Duce, de Bosis decidiu embarcar em um voo semelhante sobre Roma. No verão seguinte, De Bosis teve aulas de vôo.
Em 3 de outubro de 1931, com apenas sete horas e meia de voo e um tanque de combustível parcialmente cheio, De Bosis decolou de Marselha em um pequeno Klemm L 25, rumo à Córsega e depois à Itália. Ele chegou a Roma e circulou por meia hora pelo centro da cidade, incluindo a Piazza Venezia – onde Mussolini estava sentado no conselho – jogando milhares de panfletos antifascistas durante a hora lotada da noite. Ele já havia partido quando as Forças Aéreas Italianas responderam. O pequeno avião de madeira partiu para o mar para a Córsega para nunca mais ser visto. Segundo os pilotos que abasteceram o avião, ele era um piloto inexperiente e disse a eles que pretendia voar de Nice para Barcelona e voltar, então seu avião não estava totalmente abastecido. Poeta promissor, na época de sua morte ele editava um volume de poesia italiana para a Oxford University Press. Seus papéis estão guardados na Houghton Library, Harvard University.
Em 1938, a atriz Ruth Draper fez uma doação para manter uma série de palestras sobre cultura, história e sociedade italianas, batizada em homenagem a De Bosis na Universidade de Harvard. Em 1973, mais fundos foram fornecidos pela Fundação Giovanni Agnelli da Fiat. O Comitê De Bosis agora concede bolsas de pós-doutorado, convida professores visitantes e organiza colóquios em estudos italianos.
Thornton Wilder dedicou seu romance Ides of March (1948) a ele.